# Vireo gilvus
Vireo gilvus là một loài chim trong họ Vireonidae.